# Коттен (Виттихенау)
Ко́ттен или Ко́чина (нем. Kotten; в.-луж. Koćinaо файле) — сельский населённый пункт в статусе городского района Виттихенау, район Баутцен, федеральная земля Саксония, Германия.

## География
Находится примерно в двадцати пяти километрах северо-западнее Баутцена и в четырёх километрах южнее Виттихенау на берегу реки Шварце-Эльстер (серболужицкое наименование — Чорны-Гальштров), в которую в северной части деревни впадает идущая с юга река Клостервассер (серболужицкое наименование — Клоштерска-Вода, Тушина; в.-луж. Klóšterska woda, Tušina). Окрестности деревни отличаются пойменным ландшафтом и большим прилегающим лесным массивом, простирающимся на юго-восток до деревни Каслау (Кослов) коммуны Нешвиц.
Соседние населённые пункты: на северо-востоке — деревня Хоске (Гозк, в городских границах Виттихеннау), на востоке — Рахлау (Рахлов, в городских границах Виттихенау), на юге — деревня Кунневиц (Конецы) коммуны Ральбиц-Розенталь, на западе — деревня Золльшвиц (Сульшецы, в городских границах Виттихенау) и Залау (Салов, в городских границах Виттихенау).

## История
Впервые упоминается в 1264 году под наименованием «Chotin». В средние века деревня принадлежала женскому монастырю Мариенштерн. После Венского конгресса в 1815 году вошла в состав Прусского королевства. Граница между Саксонией и Пруссией проходила примерно в 1,3 километрах южнее деревни. До 8 апреля 1945 года населённый пункт находился в административном округе Лигниц. До 1994 года населённый пункт был автономной коммуной вместе с соседним Залау и входил в общину Хойесверда района Котбус. В 1994 году деревня вошла в городские границы Виттихенау в статусе отдельного городского района. С 1996 по 2008 года находилась в районе Каменц, в 2008 году передана в район Баутцен.
В 1429 году деревня была сожжена гуситским войском при походе на Виттихенау.
В настоящее время деревня входит в состав культурно-территориальной автономии «Лужицкая поселенческая область», на территории которой действуют законодательные акты земель Саксонии и Бранденбурга, содействующие сохранению лужицких языков и культуры лужичан.
Исторические немецкие наименования:
- Chotin, 1264
- Chotin, 1291
- Kuthyn, Kuttyn, Cuttyn, Kuttin, 1374
- Kottin, 1440
- Kotten, 1600

## Население
Официальным языком в населённом пункте, помимо немецкого, является также верхнелужицкий язык.
Согласно статистическому сочинению «Dodawki k statisticy a etnografiji łužickich Serbow» Арношта Муки в 1884 году в деревне проживало 196 жителей (из них — 193 лужичанина (98 %)).
Лужицкий демограф Арношт Черник в своём сочинении «Die Entwicklung der sorbischen Bevölkerung» указывает, что в 1956 году при общей численности в 404 жителей серболужицкое население деревни составляло 61,4 % (из них 178 взрослых владели активно верхнелужицким языком, 2 взрослых — пассивно; 68 несовершеннолетних свободно владели языком).
| 1825 | 1871 | 1885 | 1905 | 1925 | 1939 | 1946 | 1950 | 1964 | 1990 | 2011 | 2016 |
| ---- | ---- | ---- | ---- | ---- | ---- | ---- | ---- | ---- | ---- | ---- | ---- |
| 164  | 186  | 177  | 157  | 150  | 371  | 232  | 428  | 353  | 352  | 198  | 204  |